# 16441 Кірхнер
16441 Кірхнер (16441 Kirchner) — астероїд головного поясу, відкритий 7 березня 1989 року.
Тіссеранів параметр щодо Юпітера — 3,340.